# Мисия „Алсос“
Операция „Алсос“ е кодовото име на три мисии на американското разузнаване, извършени между края на 1943 и края на 1945 г. като част от американския проект „Манхатън“. Целта е да се разбере дали има германски проект за създаване на атомна бомба и ако има, кои са участвалите учени и докъде са стигнали усилията, както и да се предотврати неговото продължаване. Много международно значими ядрени физици от това време са били германци и са работили в Германия, например Вернер Хайзенберг, Карл Фридрих фон Вайцзекер, Валтер Герлах, Ото Хан и Курт Дибнер.
Името „Алсос“ – гръцки за горичка, английски. Grove – е избран в чест на главния командир на звеното, генерал Лесли Р. Гроувс, въпреки че е твърде лесно свързан с едно от замесените лица според стандартните разузнавателни процедури. Гроувс е военен лидер на проекта „Манхатън“ и инициатор на „Алсос“.
Подобно на целия проект „Манхатън“, мисиите на „Алсос“ са обвити в строга секретност, включително от военните съюзници. Те са извършени от военен екип, ръководен от подполковник Борис Паш (Борис Фьодорович Пашовски), заедно с научен екип, ръководен от Самуел Гоудсмит. Има три мисии: „Алсос“ I в Италия, „Алсос“ II във Франция и „Алсос“ III в Германия. Седалището е в Лондон.

## „Алсос“ I
В Италия са интервюирани учени, които са имали контакт с немски изследователи, но не са получени важни сведения.

## „Алсос“ II
По-нататъшни разследвания са извършени във Франция веднага след освобождението от съюзниците. На 29 август 1944 г. Фредерик Жолио-Кюри е откаран със самолет в Лондон, за да докладва за германския проект за уран и за работата на немски физици, които са работили в неговата лаборатория по време на окупацията. Сред тях са Ерих Шуман, Курт Дибнер, Валтер Боте, Абрахам Есау, Волфганг Гентнер и Ерих Баге, които идентифицират някои от германските учени, представляващи интерес. Допълнителни документи са иззети от Франция, както и чувствителни материали като уран и тежка вода.

## „Алсос“ III
На много места са пуснати в обращение папки и оборудване. Хайнц Майер-Лайбниц описва как е донесъл половин грам радий (радиоактивност 1/2 кюри = 18,5×10 9 бекерела) в оловен контейнер с велосипед от Хайделберг до Таубербишофсхайм, където институтът на Валтер Боте се е настанил временно на квартира в училище.
В средата на март 1945 г. първите съюзнически войски пресичат Рейн от Лудвигсхафен до Манхайм. Служителите на „Алсос“ също са били сред тези войски. Първата дестинация е важният университетски град, където се намира и единственият циклотрон в Германия – Хайделберг. Циклотронът се намира в тогавашния Институт за медицински изследвания „Кайзер Вилхелм“, ръководен от Валтер Боте. Превземането на института преминава без инциденти.
Когато учените на Хайзенберг подготвят теста B-8, мисията на „Алсос“ вече е напреднала към Хайделберг (Хайделберг е превзет на 30 март 1945 г.). Там те разпитват Боте и конфискуват работата му. Но тъй като най-важната им цел е Хайзенберг и неговата изследователска група, те решават – въпреки че Хайгерлох е във френската окупирана зона – да се насочат към другите учени в Хайгерлох, Хехинген и Тайлфинген. „Атомната изба“ в Хайгерлох, в която е изградено тестовото съоръжение, е демонтирана и скритите преди това уран и тежка вода са отстранени.
Важен проект е да се предотврати попадането на научно ноу-хау в ръцете на Съветския съюз. Лабораториите в Хехинген и Франкфурт на Майн, където се работи по проекта за уран, са превзети и участващите учени са задържани. Заловените учени са интернирани в провинциалното имение Farm Hall в Англия и наблюдавани в продължение на няколко месеца (с кодово име Операция „Епсилон“).
Когато физикът Валтер Боте е интервюиран в Института за медицински изследвания „Кайзер Вилхелм“ в Хайделберг, той изброява учените, които участват в германския уранов проект. В същото време той информира Гоудсмит, че е изгорил всичките си секретни доклади в съответствие с инструкциите на правителството. Боте многократно изразява мнението, че реализацията на „урановата машина“ и използването ѝ като източник на енергия са все още десетилетия назад и че уранът не може да се използва като експлозив на практика. Неговият по-млад колега, физикът Волфганг Гентнер, смята, че бомбата е просто невъзможна поради трудността при разделянето на изотопите на урана.
Боте вече е унищожил всичките си документи за изследвания, свързани с войната, и отказва да прави изявления, докато германското правителство официално не капитулира. Повечето от другите членове на така наречената Уранова асоциация са интернирани в Англия за шест месеца, но изненадващо Боте е освободен и остава в Хайделберг. Причината за това вероятно е фактът, че водещият учен от „Алсос“ Самуел Гоудсмит познава и уважава Боте лично. Боте предал всички останали документи на „Алсос“, но не пожелал да коментира тайните изследвания в своя институт. От друга страна, оборудването на Боте е конфискувано, лабораторията му е окупирана от американската армия, а на Германия е забранено да извършва изследвания в областта на ядрената физика до 50-те години.
Проектът „Алсос“ е отменен на 15 октомври 1945 г.
Малко след като се завръща в Германия, Ото Хан казва следното за работата си по време на войната и ядрените оръжия:
| „ | Въпросът дали е възможно производството на енергия чрез верижна реакция е от физическо естество; върху него е работила група институти, най-важният от които е Институтът по физика Кайзер Вилхелм в Берлин-Далем под ръководството на проф. Хайзенберг и института по физика към Института за медицински изследвания Кайзер Вилхелм в Хайделберг под ръководството на проф. Боте. Моят собствен институт (Институтът по химия на Кайзер Вилхелм в Берлин-Далем), с одобрението на съответните власти, се зае основно с чисто научно химическо изследване на елементите, произведени по време на деленето на урана; дори успяхме да публикуваме няколко статии по този въпрос по време на войната. | “ |

Освен това има интензивни изследвания от мисията на „Алсос“ относно възможни германски и италиански препарати за биологична война. Това се съобщава подробно в книгата на Ерхард Гайслер „Биологични оръжия – не в арсеналите на Хитлер“.